# Sarah Harrison (journaliste)
Pour les articles homonymes, voir Sarah Harrison et Harrison.
Sarah Harrison, née en 1982, est une journaliste britannique et chercheuse en droit qui travaille avec l'équipe de défense juridique de WikiLeaks. Elle est considérée comme la plus proche conseillère de Julian Assange.
Au milieu des années 2010, elle est directrice de la Fondation Courage.

## Assistance d'Edward Snowden
Sarah Harrison aide le lanceur d'alerte Edward Snowden à obtenir l'asile, à la suite de ses révélations en 2013, sur plusieurs programmes de surveillance de masse américains et britannique. En juin 2013, à Hong Kong, elle travaille avec l'équipe de Wikileaks pour obtenir plusieurs offres d'asile pour lui et négocie son départ afin de pouvoir demander l'asile. En route vers l'Amérique latine avec Edward Snowden, elle reste bloquée pendant 39 jours avec lui dans la zone de transit de l'aéroport international Cheremetievo de Moscou en juillet 2013. Elle l'assiste dans sa demande légale du droit d'asile auprès de 21 pays et participe à sa demande d'asile en Russie.

## Mise sous enquête
En décembre 2014, Google prévient Wikileaks avoir, près de trois ans plus tôt, légalement mais secrètement transmis au département de la Justice des États-Unis, l'ensemble de ses données concernant Sarah Harrison et deux autres journalistes collaborant alors avec Wikileaks.
En 2019 et à la suite de longues démarches judiciaires entreprises par la journaliste Stefania Maurizi dans le cadre du Freedom of Information Act 2000, la Metropolitan Police admet avoir partagé des informations avec la justice américaine sur Sarah Harrison et les deux autres journalistes (Joseph Farrell également britannique, et l'Islandais Kristinn Hrafnsson). La Metropolitan Police refuse toutefois de divulguer le contenu des informations transmises aux États-Unis.

## Récompenses
En 2015, Sarah Harrison reçoit le prix « Willy Brandt pour le courage politique ».

### Filmographie
- Conférence de presse de Wikileaks d'annonce des « Syria Files » - 5 juin 2012 - Londres - Conférence présentée par Sarah Harrison (Youtube)

### Articles de presse
- (en) « NSA spy leaks: Edward Snowden leaves Moscow airport », BBC News, 1er août 2013 (consulté le 7 octobre 2013).
- (en) Michael Kelley, « Meet Sarah Harrison, The Wikileaks Representative Travelling With Edward Snowden », Business Insider,‎ 24 juin 2013 (lire en ligne, consulté le 24 juin 2013).
- (en) Geoffrey Levy, « The public school girl who fell for Julian Assange- then went on the run with the world’s most wanted man », Daily Mail, 28 juin 2013 (consulté le 29 juin 2013).
- (en) Dominic Rushe, « Edward Snowden's WikiLeaks escort one of Assange's closest advisors », The Guardian, 23 juin 2013 (consulté le 24 juin 2013).
- (en) Michelle FlorCruz, « Edward Snowden Travels To Moscow Accompanied By WikiLeaks' Sarah Harrison », International Business Times, 23 juin 2013 (consulté le 24 juin 2013).
- (en) Scott Shane, « Offering Snowden Aid, WikiLeaks Gets Back in the Game », The New York Times, 23 juin 2013 (consulté le 24 juin 2013).
- (en) Daily Mail Reporter, « Welcome to WikiLeaks Manor: Julian Assange enjoys an emotional reunion with his mother », Daily Mail, 18 décembre 2010 (consulté le 24 juin 2013).